# Oded Galor
Oded Galor, nacido en 1953, es un economista israelí que actualmente es profesor de economía Herbert H. Goldberger en la Universidad de Brown. Es el fundador de la teoría del crecimiento unificado. Galor ha contribuido a la comprensión del proceso de desarrollo a lo largo de todo el curso de la historia humana y la prehistoria, y el papel de los factores profundamente arraigados en la transición del estancamiento al crecimiento y en el surgimiento de la gran desigualdad en todo el mundo. Además, ha sido pionero en la exploración del impacto de la evolución humana, la diversidad de la población y la desigualdad en el proceso de desarrollo durante la mayor parte de la existencia humana.

## Carrera
Galor completó su licenciatura y maestría en la Universidad Hebrea de Jerusalén y su doctorado en la Universidad de Columbia. Se desempeñó como profesor de economía de Chilewich en la Universidad Hebrea y actualmente es profesor de economía Herbert H. Goldberger en la Universidad de Brown. Fue galardonado con el doctorado honoris causa de la Universidad de Economía y Negocios de Poznań y de UCLouvain. Es miembro extranjero electo de la Academia Europaea (honoris causa) y miembro electo de la Econometric Society. Ha dirigido el grupo de investigación de la Oficina Nacional de Investigación Económica (NBER) sobre Distribución del Ingreso y Macroeconomía y es Research Fellow de CEPR e IZA, Research Associate de NBER y CESifo, Sackler Fellow de la Universidad de Tel-Aviv, Fellow del Departamento de Economía de la Universidad Hebrea. Además, es editor en jefe de Journal of Economic Growth, editor de Journal of Population Economics, coeditor de Macroeconomic Dynamics. Recientemente estuvo entre los cinco candidatos al Nobel del Frankfurter Allgemeine.